# هانس والتر ایگنبرودت
هانس والتر ایگنبرودت (انگلیسی: Hans-Walter Eigenbrodt؛ ۴ اوت ۱۹۳۵ – ۲۹ مارس ۱۹۹۷) بازیکن فوتبال اهل آلمان بود.
از باشگاه‌هایی که در آن بازی کرده‌است می‌توان به باشگاه فوتبال آینتراخت فرانکفورت اشاره کرد.